# Parapsyllus cedei
Parapsyllus cedei är en loppart som beskrevs av Smit 1970. Parapsyllus cedei ingår i släktet Parapsyllus och familjen Rhopalopsyllidae. Inga underarter finns listade i Catalogue of Life.